# Adolf von Henselt
Adolf Von Henselt (Baviera, 9 de mayo de 1814 - Silesia, 10 de octubre de 1889) fue un pianista y compositor que destacó no solo por sus obras, sino también por su pianismo y sus avances en la técnica pianística. 
Henselt pertenece a un grupo de destacados pianistas del siglo XIX que nacieron en un lapso de sólo 5 años. Estos son, ordenados cronológicamente, Mendelsohn, Chopin, Schumann, Liszt y finalmente Thalberg, sólo 2 años mayor que Henselt. Todos juntos, desarrollaron el virtuosismo y el piano romántico e influyeron enormemente en las generaciones venideras.
Entre sus obras más importantes, destacan los 24 estudios del Op. 2 y Op. 5. Estos, siempre pensando en un uso poético de la música, fueron el resultado de dos años de estudio sobre las grandes distancias (de décima o por encima, sobre todo en forma arpegiada) realizables con una sola mano, lo que dio al piano un sonido mucho más amplio y establecido sin el uso del pedal de resonancia. Estos estudios fueron la antecámara de su obra cumbre, el Concierto para piano en Fa m. 

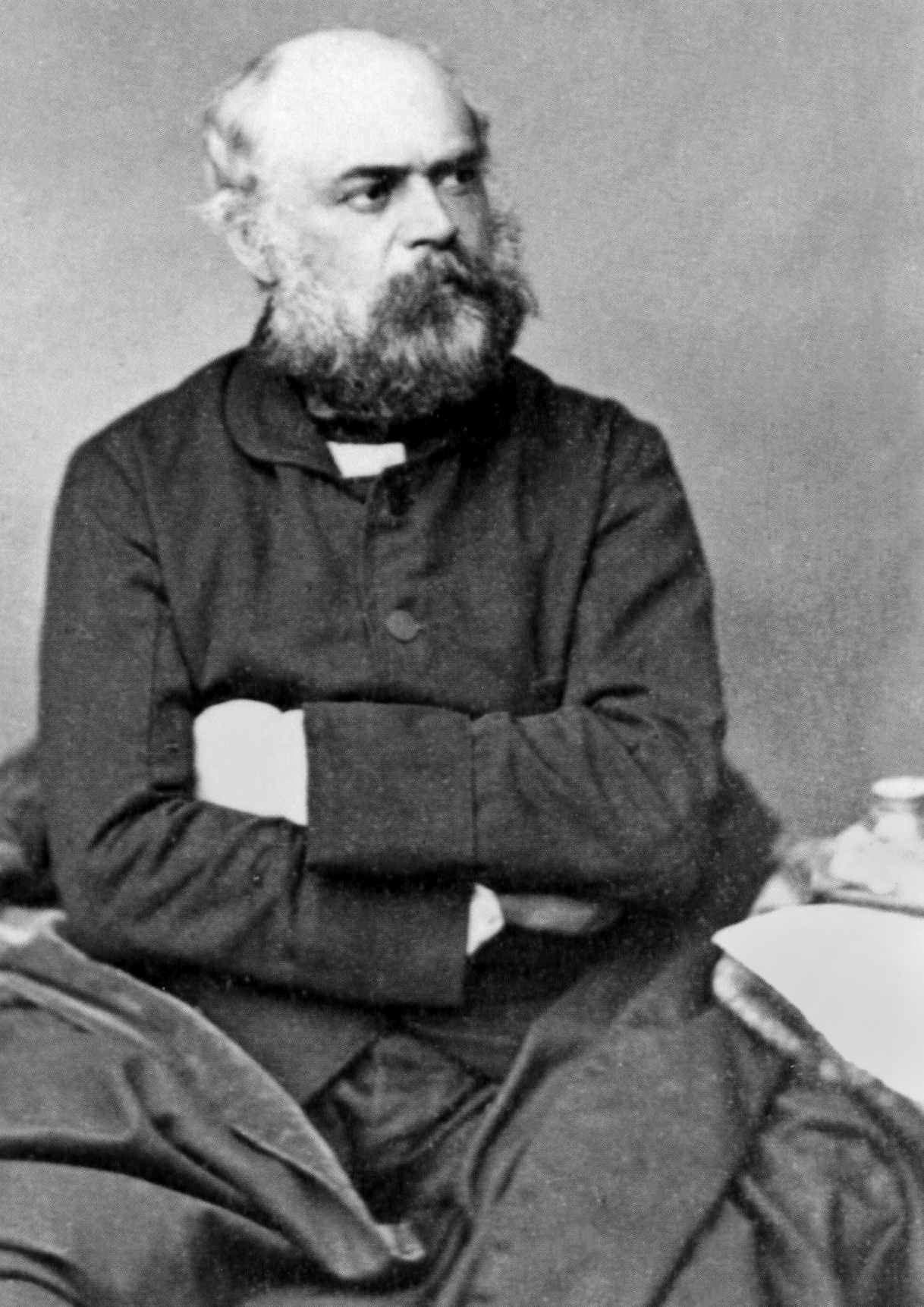
Adolf von Henselt

## Biografía

### Infancia y estudios
Adolf von Henselt nace el 9 de mayo de 1814 en Schwabach, Baviera, región de la actual Alemania.
A los 3 años, sus padres Phillip E. Henselt y Caroline Geigenmüller deciden mudarse a Múnich, en busca de una vida mejor para él y sus 5 hermanos. En ese momento empieza a tocar el violín, estrenándose en el mundo de la música. A los 5 años empieza a tocar el piano y a los 15 da su primer recital público. 
Admirado por la música de Carl Maria von Weber, durante su juventud hace muchas transcripciones y arreglos de su música, lo que le lleva a un progreso muy rápido. Tras su primer recital y gracias a sus contactos, en 1832 es becado por el rey Ludwig I de Baviera para ir a estudiar a Weimar con Johann N. Hummel, con el que estudiará piano durante 6 meses, elevando su nivel considerablemente. 
A continuación, empieza a estudiar composición con Simon Sechter, asistiendo a clases periódicas durante dos años. Este es un momento importante, pues después de esto Henselt se enzarza en dos años más de búsqueda propia, en los que desarrolla su novedosa técnica pianística, que le llevarán a escribir sus dos colecciones de estudios más importantes: el Op.2, 12 Études Característiques y el Op.5, 12 Études de Salon. Entre los dos, Henselt constituye un estudio para cada una de las tonalidades mayores y menores, pensando siempre en un virtuosismo a favor de la música, que además tiene un gran sentido poético, de forma similar a lo que hizo su contemporáneo Fréderick Chopin.

### Éxito
Así, en 1836 vuelve a Weimar a continuar sus estudios con Hummel, dónde conoce a Rosalie Vögel, esposa de un físico de la corte y amigo de Goethe. Ésta se acaba divorciando y casándose con Henselt en 1837. De este amor surge el Poéme d’amour Op. 3, una de las obras más inspiradas del alemán. Por otro lado, la boda le genera algunos enemigos, pero estos no le impiden salir en 1838 en la que sería la gira más exitosa de toda su carrera.
Con sus 24 estudios cómo currículum, Henselt viaja por Rúsia y Alemania cosechando éxito y nombre a cada concierto que finaliza. Nada tiene que envidiarle a sus contemporáneos Liszt o Thalberg, y enseguida se convierte en uno de los pianistas más reconocidos del momento.

### Ansiedad escénica y retiro de la vida concertística
En uno de los últimos conciertos de la gira, en San Petersburgo, cuando Henselt es visto como el mejor pianista que hay en Rusia, lo nombran pianista de la corte. Este cargo consistía en, básicamente, enseñar en nombre del Zar y de la corte en diferentes instituciones rusas. Esto enseguida le deriva a Henselt a una vida mucho más aristocrática, y con un sueldo establecido, poco a poco empieza crearse un nombre más importante en Rusia.
Por otro lado, su vida concertística y compositiva va en detrimento de sus nuevos éxitos. Cuando en 1844 compone el Concierto para piano en Fa m Op. 16, su obra cumbre, se encuentra con que ya ha explotado todo lo que tenía por decir, y que aun así no se siente realizado.
En este sentido sufre de una gran depresión, y además empieza a tener una gran ansiedad escénica. Esta es tanta que, según Julius Kapp “se ponía enfermo de los nervios días antes de un concierto” y “en el día del concierto estaba tan nervioso que no era capaz de distinguir las teclas blancas de las negras”. Como es lógico, todas estas dudas ayudaron a que tanto las composiciones cómo los conciertos bajaran de nivel, y que su posición de profesor en la corte cada día le gustara más y más.

### Posición cultural e influencia en Rusia
Años más tarde, en 1863, Adolf von Henselt es nombrado inspector general de todas las Instituciones Musicales relacionadas con la corte Rusa. 
Desde esta posición y junto a los alumnos que tuvo, como Nicolai Zverev, Ivan Neylisov o Gustav Kross; Adolf von Henselt se convierte en una de las personalidades más influyentes en la técnica pianística alrededor de toda Rusia durante un cuarto de siglo. Su técnica llegó tanto al conservatorio de Moscú (a través de Zverev) cómo al de San Petersburgo (a través de Neylisov y Kross).
Finalmente, Adolf von Henselt muere el 10 de octubre de 1889 en Warmbrunn, Silesia, región que hoy en día pertenece a Polonia.

## Técnica y pianismo
Pese a que sus composiciones no fueron muy numerosas y sus apariciones públicas no muy frecuentes, Adolf von Henselt fue uno de los pianistas más apreciados de su tiempo. En la mayoría de las fuentes se destaca su pianismo de sobremanera. Incluso el mismísimo Liszt decía tener envidia del cantabile de Henselt. 
En su juventud pasaba prácticamente todo el día al piano, estudiando básicamente técnica y desarrollando sus propios ejercicios. Dotado de una mano especialmente grande, se especializó en grandes arpegios que sorprendieron a sus contemporáneos. Cristiano devoto, se dice que tocaba periódicamente la integral de preludios y fugas de Bach mientras leía la Biblia.
Es una lástima que sufriera un pánico escénico tan acosado. Alexander Dreyshock contó una anécdota acerca de esto. Dijo que un día que iba de visita a casa de Henselt escuchó desde fuera una de las melodías más bellas y mejor tocadas que había escuchado en su vida. Le impresionó tanto que ni siquiera tocó la puerta, y se quedó escuchando desde fuera. Una vez Henselt acabó y Dreyshock entró, éste le pidió que lo tocara de nuevo, y el resultado, cuenta, fue catastrófico en comparación de lo que escuchaba desde fuera. Sus nervios le traicionaron.

## Obras

### Obras con número de Opus
- Op.1 - Variaciones de concierto sobre un tema de Donizzetti, Leipzig 1837/38.
- Op.2 - 12 Études caractéristiques de Concert, Leipzig 1837/38 (el n.º 6, "Si Oiseau j'Etais", es la obra más conocida de este opus)
- Op.3 - Poème d'amour - Andante y Allegro Concertante para Piano. Berlín, Paris y Londres 1838.
- Op.4 - Rhapsodie, Paris y Londres 1838.
- Op.5 - 12 Études de Salon, Leipzig y Londres 1838.
- Op.6 - 2 Nocturnos, Paris 1839 (1. “Schmerz im Glück”; 2. “La fontaine”)
- Op.7 - Impromptu n.º 1
- Op.8 - Pensée fugitive, Leipzig 1839.
- Op.9 - Scherzo, Leipzig 1839.
- Op.10 - Romance, Londres ca.1840.
- Op.11 - Variations de Concert on a Theme of Meyerbeer for Piano and Orchestra, Londres y Leipzig 1840.
- Op.12 - Berceuse
- Op.13 - 10 Pieces for Piano

1. Air russe de N. Naroff
2. La góndola
3. Cavatine de Glinka
4. Barcarole de Glinka
5. Air de Balfe
6. Mazurka et Polka
7. Racoczy Marche
8. Marche
9. Polka
10. Romance Russe de S.A. Taneef

- Op.14 - Duo para Violoncello y Piano, Viena 1842.
- Op.15 - Frühlingslied para Piano, Viena 1844.
- Op.16 - Concierto para Piano, Leipzig 1844.
- Op.17 - Impromptu n.º 2, Viena 1847.
- Op.18 - Quatre Romances, Viena 1847/48
- Op.19 - Arreglos para 10 (¿o 12?) óperas de Weber: ”Der Freischütz", "Euryanthe" y "Oberon", Paris 1847-51.
- Op.20 - Presentimiento para Piano, Paris 1850.
- Op.21 - Desconocido.
- Op.22 - 2 Romances Russes de Soumarokoff, Paris 1850
- Op.23 - Marche funèbre
- Op.24 - Piano Trio, Hamburgo 1851.
- Op.25 - Toccatina, Paris 1850.
- Op.26 - "Das ferne Land", Romances para Voz y Piano.
- Op.27 - Nocturno, Londres 1843.
- Op.28 - Deux petites Valses.
- Op.29 - Cadenza para el tercer Concierto para Piano de Beethoven, Paris 1854. Bajo el mismo número de Opus: Sophie Polka.
- Op.30 - Gran Vals "L`Aurore boréale" para Piano, Paris 1854.
- Op.31 - Balada.
- Op.32 - Nocturno, Paris 1854.
- Op.33 - Chant sans Paroles, Leipzig 1850.
- Op.33b - Ya vsyo yeshcho yego lyublyo (Todavía le quiero), Transcripción de una canción de Dargomizhsky, Paris 1855/56.
- Op.34 - Impromptu No.3 "Illusion perdue", Paris 1854/55.
- Op.35 - Marche du Couronnement d'Alexandre II
- Op.36 - Valse mélancholique, Londres ca.1850s.
- Op.37 - Impromptu No.4, Paris 1859.
- Op.38 - Desconocido.
- Op.39 - Morgenständchen, Leipzig 1866/67.
- Op.40a - Deux Romances Russes, Leipzig ca.1867.
- Op.40b - Duo pour le chant, Leipzig ca.1868/69.
- Op.41 - Estudio de J.B. Cramer
- Op.42 - Air bohémien
- Op.43 - "Mi manca la voce"
- Op.44 - 5 Transcripciones de Oberturas (de Beethoven y Weber)
- Op.45 - Wiegenlied para Piano
- Op.46 - “Der Abendstern” (Canción).
- Op.47 - Invitation à la danse de C.M. Weber
- Op.48 - Polacca brillante de C.M. Weber
- Op.49 - Romance du Comte G. Koucheleff-Besborodko
- Op.50 - Duo pout le chant, transcrit pour le piano
- Op.51 - Souvenir de Varsovie
- Op.52 - “Die Nacht im Walde” (Canción)

### Obras sin número de Opus
- Rondo Serioso para Piano
- Exercices Préparatoires pour le Piano
- Set No.1, Paris 1854/55.
- Set No.2, Paris 1881.
- Bescheidenes Glück para Voz y Piano (Neue Musik-Zeitung, Colonia: P.J. Tonger, 1884).
- Canon pour Piano à quatre mains
- Estudio para Piano, Leipzig 1876.
- Fantasiestück en Do (Manuscrito)
- Morgenlied (Después de Uhland)
- Petite Romance para Piano
- Romance en Re bemol para Piano
- Vasa March para Piano
- 2 Romances (después de Wielhorsky), arregladas para Piano.
- Das ferne Land para Voz y Piano, Londres 1843/7
- 6 Themes avec Variations de N. Paganini, Munich 1830.
- Fantaisie sur un air bohemien-russe, Hamburgo 1847.
- Feuillet d'album, San Petersburgo ca.1870.
- Hymn für Prinz Pyotr Oldenburg, Moscú 1882.
- Chant du printemps 1833, Berlín 1883.
- Préambules, Moscú 1884.
- Mon chant du cygne, Hamburgo 1885.
- Finishing Studies, Londres 1894.
- Mon chant du cygne
- Petite Valse
- Poeme d’amour – Andante et Allegro concertante
- Repos d’amour
- Romance russe no. 6
- Romance russe, transcrito.
- Souvenir de Varsovie
- Transcripción de la Obertura Coriolan de Beethoven (op. 62).
- Transcripción de la Obertura Egmont de Beethoven (op. 84).
- Transcripción de un Romance de O.K. Klemm.
- Transcripción de un Vals de Johann Strauss
- Transcripción de la Invitación a la Danza de Weber.
- Transcripción de la Obertura a Euryanthe de Weber.
- Transcripción de la Obertura de Oberon de Weber.
- Transcripción de la Polacca Brillante de Weber (op. 72)